# Champlain (Nueva York)
Champlain es un pueblo ubicado en el condado de Clinton en el estado estadounidense de Nueva York. En el año 2000 tenía una población de 5.791 habitantes y una densidad poblacional de 43.7 personas por km².

## Geografía
Champlain se encuentra ubicado en las coordenadas 44°57′54″N 73°26′3″O / 44.96500, -73.43417.

## Demografía
Según la Oficina del Censo en 2000 los ingresos medios por hogar en la localidad eran de $37,775, y los ingresos medios por familia eran $46,113. Los hombres tenían unos ingresos medios de $35,198 frente a los $26,345 para las mujeres. La renta per cápita para la localidad era de $18,987. Alrededor del 9.2% de la población estaban por debajo del umbral de pobreza.